# 戈特利本

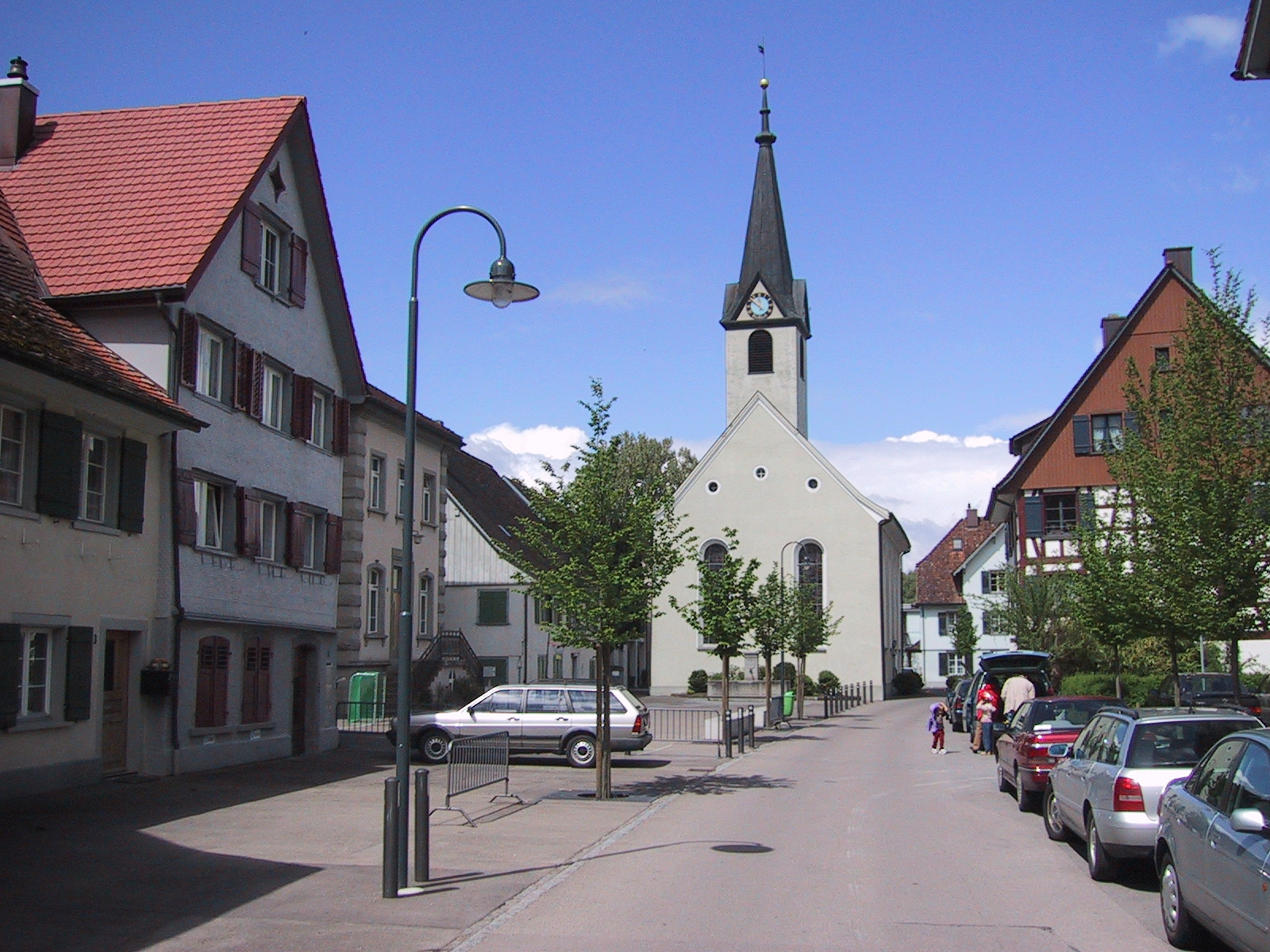

戈特利本是瑞士的城鎮，位於該國東北部，由圖爾高州負責管轄，面積.33平方公里，海拔高度400米，2012年人口292，一半人口信奉基督教，人口密度每平方公里885人。